# 네바팀

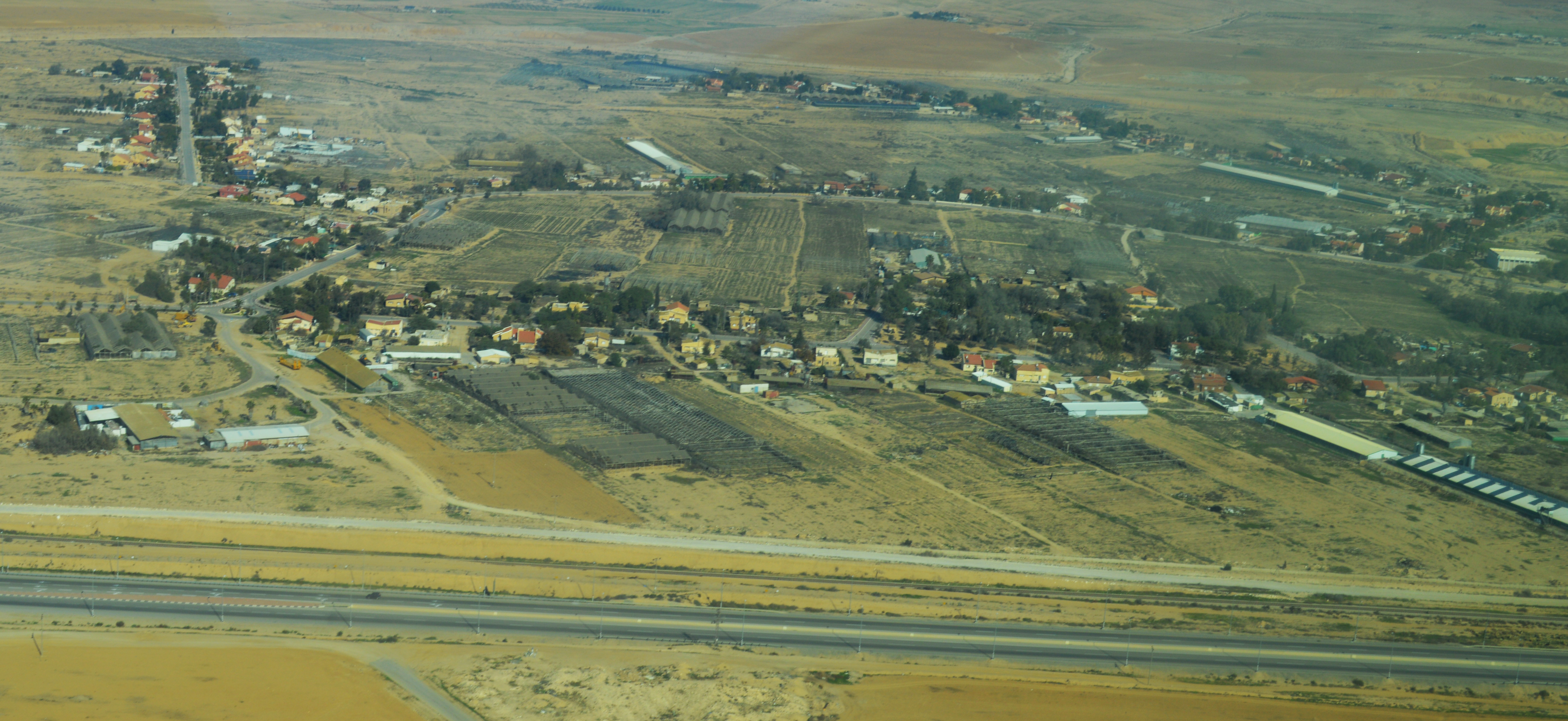

네바팀(Nevatim, 히브리어: נבטים)은 이스라엘 남부에 있는 모샤브이다. 네게브 사막 북부에 위치하며, 베르셰바에서 남동쪽으로 약 8 km (5 mi) 떨어져 있으며, 브네이 시몬 지방의회의 관할에 속한다. 2016년 현재 인구는 892명이다.
가장 가까운 정착촌은 북쪽의 베두인 마을인 텔 셰바와 남쪽의 샤키브 알살람이다. 남동쪽으로 10 km (6 mi) 떨어진 곳에는 모샤브의 이름을 딴 네바팀 공군기지가 있다.

## 역사

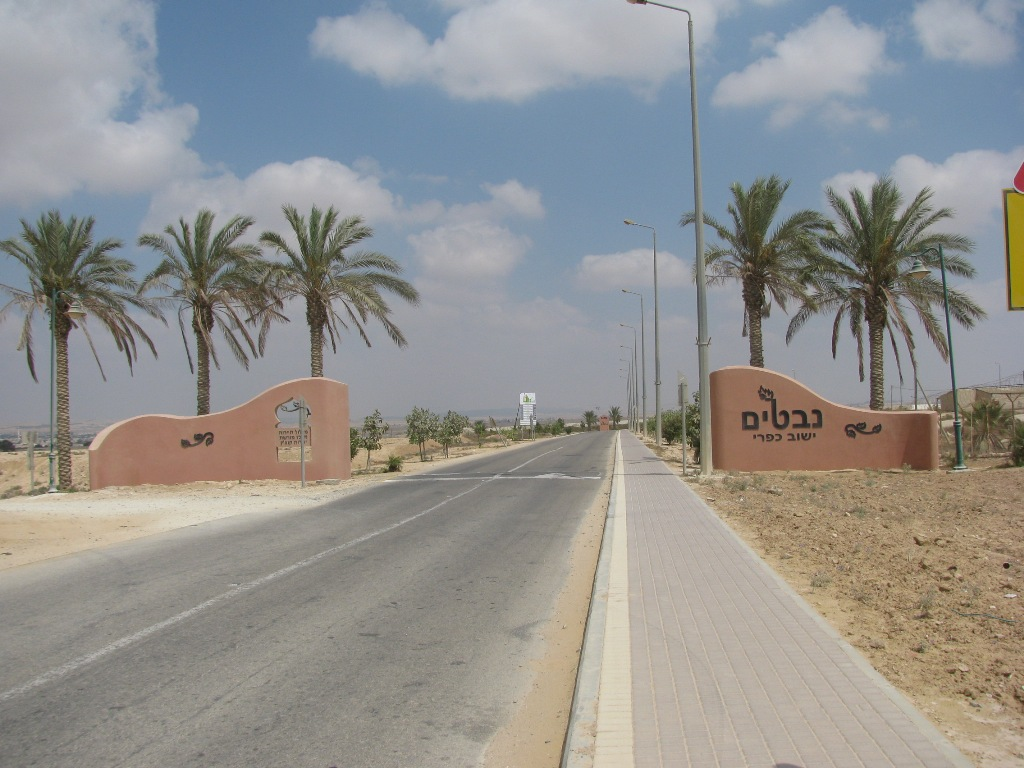
네바팀 입구

네바팀은 원래 1946년 헝가리 출신 유대인 올림들이 네게브의 11개 거점 중 하나로 설립되었으며, 그 이름은 타나크에서 따왔다. 1948년 아랍-이스라엘 전쟁 중 베르셰바 시를 포함한 주변 지역은 이집트 육군에 의해 잠시 점령되었다.
이집트군은 네바팀과 인접한 마을인 베이트 에셸을 포위했고, 베이트 에셸은 파괴되어 이후 버려졌다. 네바팀은 포위 공격 내내 버틸 수 있었는데, 마을에 공중 투하된 보급품을 받았고 대부분의 이집트군은 북쪽으로 계속 진격하는 데 집중했기 때문이다.
두 마을 모두 전쟁 후 해체되었지만, 네바팀은 1954년 인도 코치에서 이민 온 코친 유대인들에 의해 약간 다른 위치에 재건되었다.

## 경제

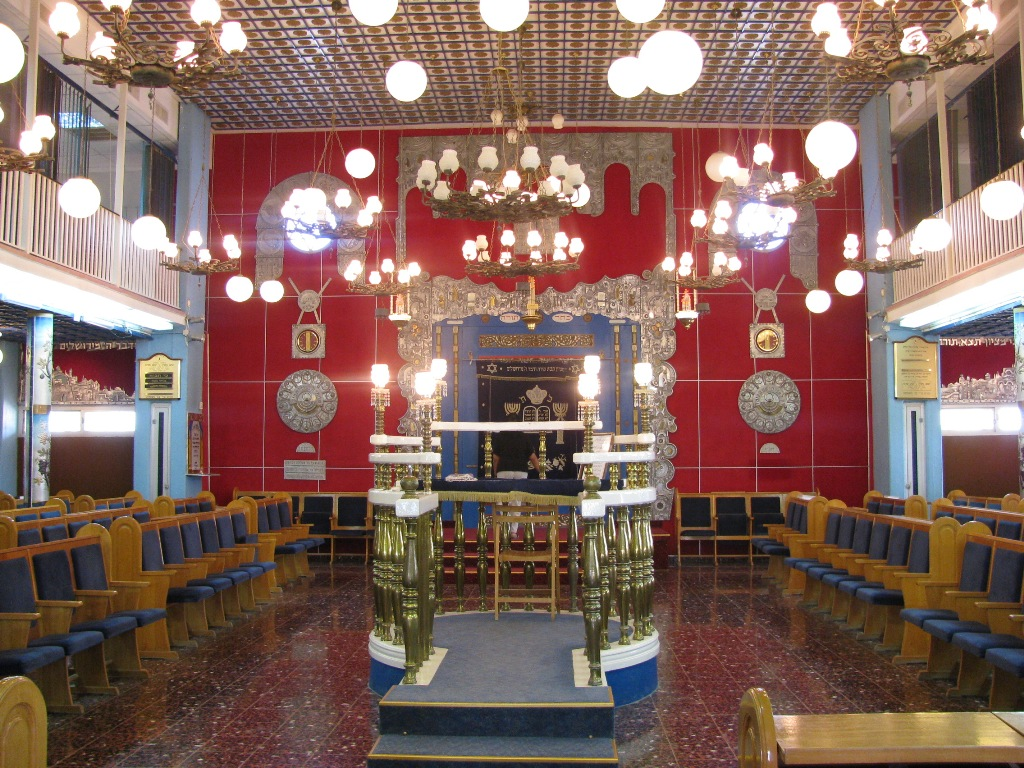
코친 시나고그, 네바팀

네바팀 노동자의 약 절반은 주로 농업에 종사하며 마을에서 고용되고, 나머지는 베르셰바, 디모나, 네오트 호바브의 인근 산업 지역에서 일한다. 지역 고용은 점차 다각화되었으며, 특히 관광 및 서비스업으로 확장되었고, 이는 모샤브의 게스트하우스와 코친 유산 센터에 의해 유지되고 있다.
모샤브의 시나고그는 코친에 있는 시나고그의 복제품으로, 원래 건물의 일부 요소를 통합하고 있다. 또한 코친 유대인에 대한 문화 센터와 박물관도 있다. 코친 음식을 제공하는 레스토랑과 제과점은 관광객들에게 인기가 많다. 지역 사회에는 수영장과 미크바도 있다.
2017년 5월, 베르셰바에서 쿠세이페를 거쳐 아라드로 이어지는 철도 연장이 승인되었다. 이 노선은 네바팀에 제안된 새로운 철도역에서 기존 베르셰바-디모나 철도 노선과 연결될 예정이다.

## 갤러리

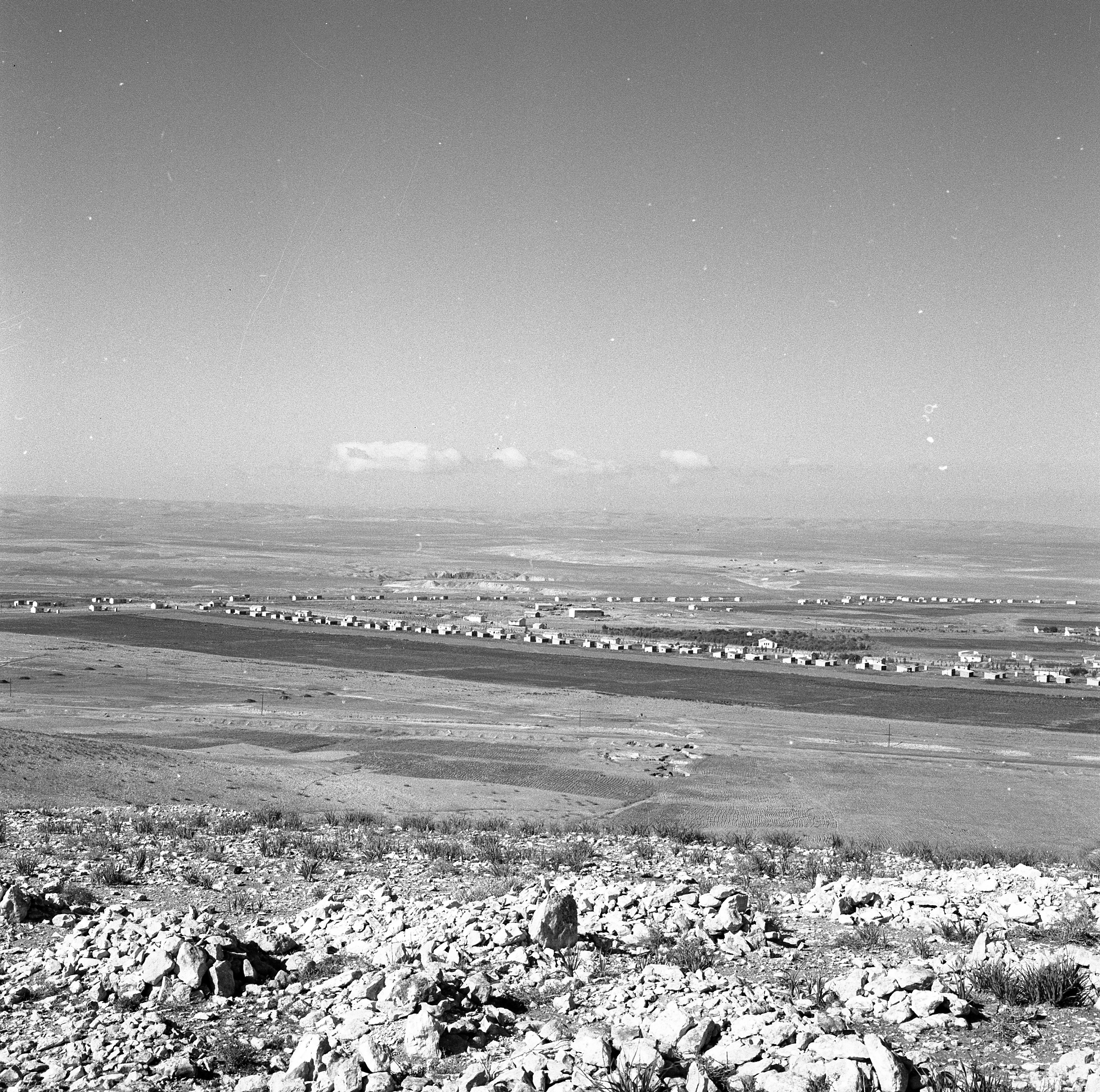
1958년 네바팀
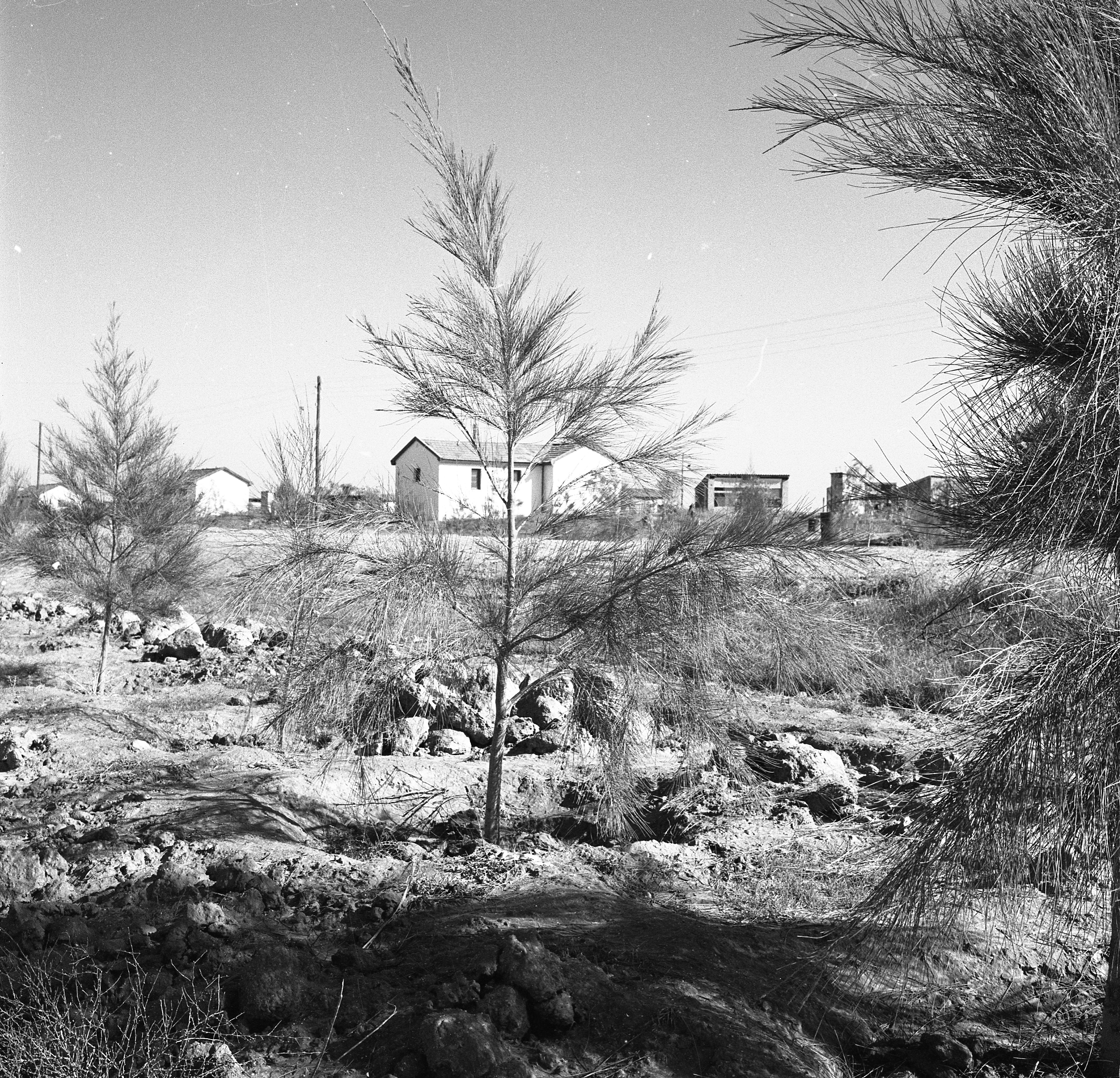
1958년 네바팀
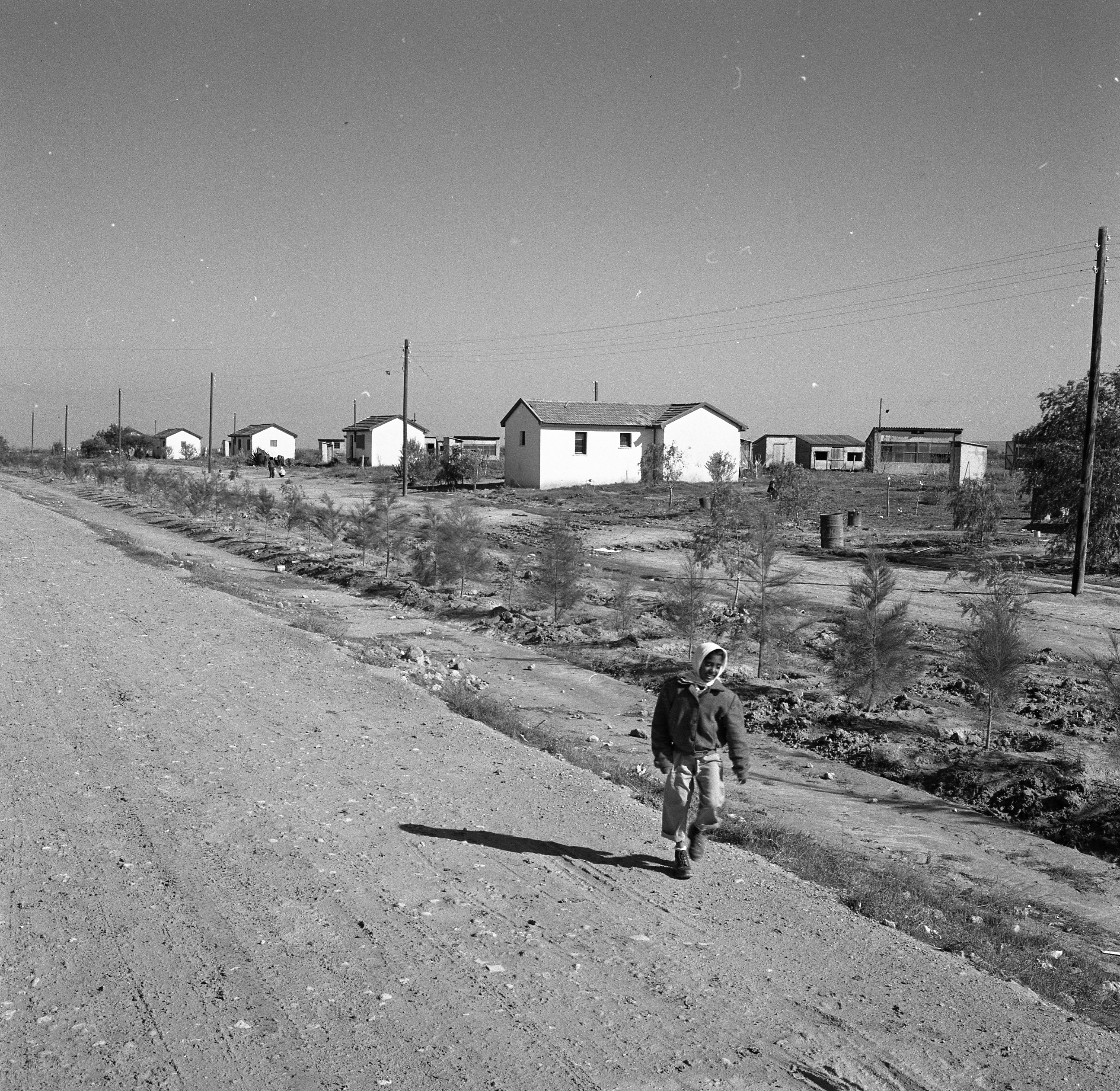
1958년 네바팀
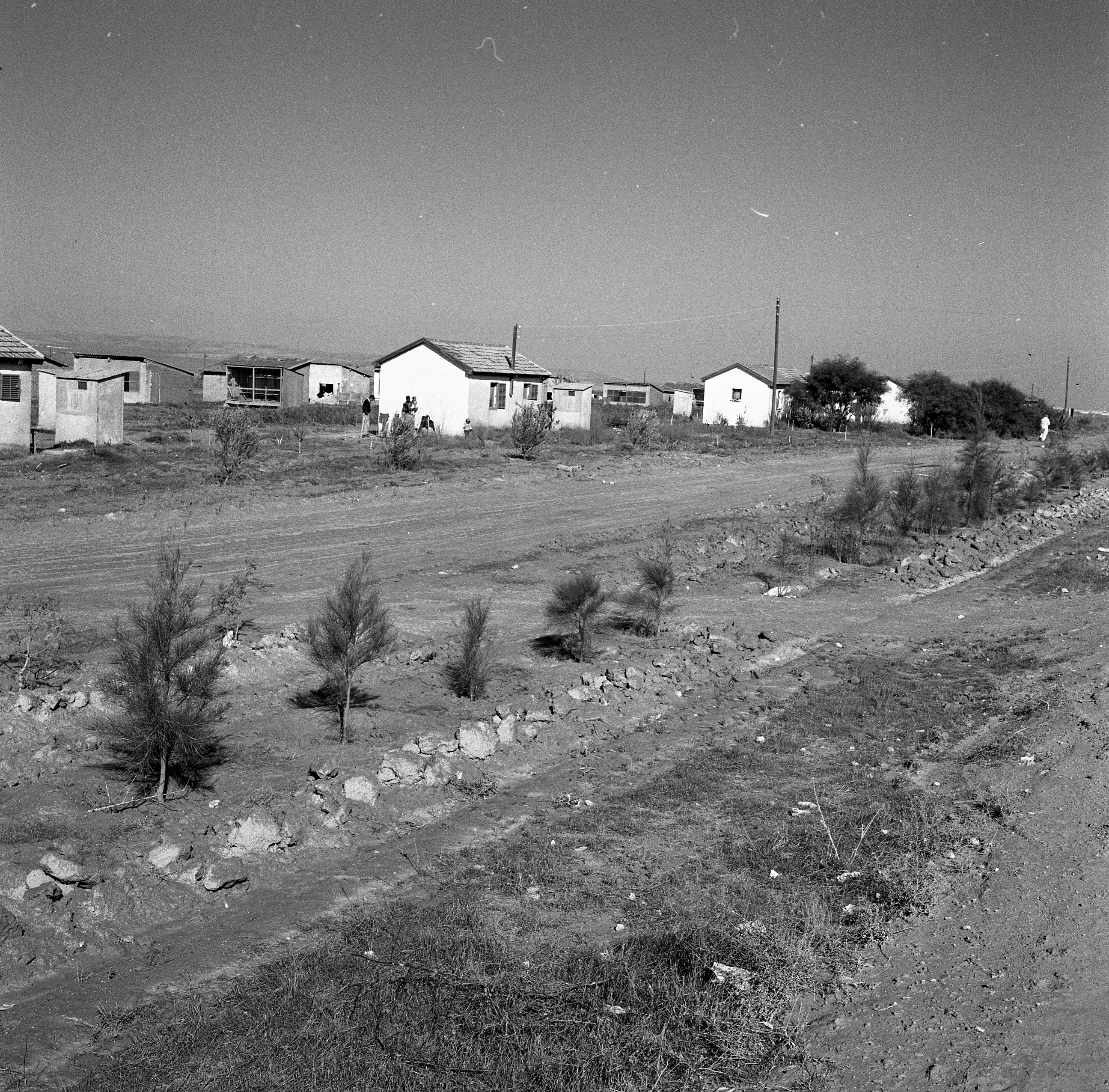
1958년 네바팀